# Atlantic Airlines (Nicaragua)
Atlantic Airlines fue una aerolínea regular y charter nicaragüense que operaba vuelos nacionales e internacionales en la región de Centroamérica. Fue fundada en el año de 1997, con sede en Managua. Su aeropuerto principal fue el Aeropuerto Internacional de Managua «Augusto C. Sandino». La aerolínea terminó sus vuelos y operaciones en el año de 2007.

## Destinos
Atlantic Airlines (antes de su cese de operaciones en 2007)[cita requerida] A lo largo de su historia tuvo seis destinos:
- Managua - Bluefields - Ruta diaria
- Bluefields - Managua - Ruta diaria
- Bluefields - Gran Isla del Maíz - Ruta diaria
- Isla del Gran Maíz - Bluefields - Ruta diaria
- Managua - Puerto Cabezas - Ruta diaria
- Puerto Cabezas - Managua - Ruta diaria

## Flota
La flota de Atlantic Airlines se componía de las siguientes aeronaves (a marzo de 2007): 
Total de aeronaves: 6 aviones
- 5  L-410 UVP-E
- 1  L-410 UVP-E20

## Accidentes
El vuelo 870 de Atlantic Airlines, en una operación de rutina desde el Aeropuerto Internacional La Aurora, hasta el Aeropuerto Internacional Ramón Villeda Morales, se estrelló en una área verde del aeropuerto la Aurora. La aeronave era un Let L-410 Turbolet con registro de TG-CFE. Se cobró la vida de 7 de los 11 pasajeros y uno de los dos tripulantes. La causa fue un error en la distribución de los pasajeros en la cabina y de la carga, lo que motivó que el avión fuese ingobernable en la maniobra de despegue.